# Gorriones de la catedral de Ratisbona
Gorriones de la Catedral de Ratisbona (en alemán: Regensburger Domspatzen) es el coro de la catedral de Ratisbona, en Baviera. Constituido por niños y jóvenes, cuenta con una historia de más de mil años y es uno de los coros de niños más antiguos del mundo. En 2002, la Federación Europea de Coros le concedió el título de «Embajadores Culturales de Europa». Además, son embajadores de UNICEF.

## Historia
Según la leyenda, la historia del coro de Ratisbona se remonta al siglo VII. Puede demostrarse que el obispo Wolfgang de Ratisbona fundó en 975 una escuela catedralicia centrada en la formación musical para conformar la música en la liturgia. La andadura del conjunto vocal sufrió una breve interrupción durante la Guerra de los Treinta Años, cuando el Seminario se cerró por un tiempo.
A comienzos del siglo XX, el coro de la catedral de Ratisbona, bajo la dirección de Franz Xaver Engelhardt, emprendió su primer viaje de conciertos (a Praga). Por entonces aún no había nacido la denominación de "gorriones de la catedral" (Domspatzen). Gracias sobre todo a la actividad de Theobald Schrems, (maestro de capilla desde 1924 hasta 1963), el coro adquirió fama mundial. Así, por ejemplo, se emprendió una gira a Sudamérica en 1937, con actuaciones en São Paulo y Montevideo).
Georg Ratzinger, hermano del papa Benedicto XVI, fue maestro de capilla entre los años 1964 y 1994 y continuó con esta carrera de éxitos. Desde 1994 dirige el coro Roland Büchner, quien continuó desarrollando las interpretaciones de grandes obras corales como El Mesías de Händel, La creación de Haydn, la Pasión según San Mateo y la Pasión según San Juan de Bach. Los Domspatzen emprendieron bajo su dirección numerosas giras internacionales, como por ejemplo a Japón, Kuwait, Sudáfrica, Filipinas, Francia, Portugal, Escocia, Italia, Hungría, Ciudad del Vaticano, Austria, Suiza, Bélgica y Eslovaquia, entre otros países.

## Organización
Los Regensburger Domspatzen son una fusión entre el Coro de la catedral de Ratisbona y la escuela de canto de dicha ciudad. Esta estructura organizativa fue creada por Theobald Schrems tras la II Guerra Mundial. El colegio, el internado y el coro se encuentran en un mismo edificio, lo cual supone las mejores condiciones institucionales para la calidad de su trabajo y disminuye el estrés de los cantantes.
El 15 de julio de 1925 fue fundada la asociación "Amigos del Coro de la Catedral de Ratisbona", que fomenta a los Domspatzen. La misma finalidad tiene también la "Fundación Cultural de los Gorriones de la Catedral de Ratisbona".
Los jóvenes cantores estudian en un instituto propio, un centro de formación lingüística y humanística. En total asisten a estas tres instituciones (coro, colegio e internado) alrededor de 500 "gorriones".

## Varios
Los Domspatzen publicaron en otoño de 2005 un álbum en el que puede oírse el concierto para el papa Benedicto XVI. Alcanzó el puesto 86 de los Deutsche Album-Charts y el 5 del Klassik Charts. El concierto se interpretó en la Capilla Sixtina, bajo la dirección del maestro de capilla Roland Büchner.

## Los maestros de capilla de Ratisbona desde el siglo XVIII
- Anton Joseph Havek (1702–1715)
- Fortunat Cavallo (1769–1801), sucedido por su hijo
- Wenzeslaus Cavallo (1801–1834)
- Johann Ev. Deischer (1834/1838–1839)
- Joseph Schrems (1839–1871)
- Franz Xaver Haberl (1871–1882)
- Michael Haller (1882–1882)
- Ignaz Mitterer (1882–1885)
- Max Rauscher (1885–1891)
- Franz Xaver Engelhardt (1891–1924)
- Theobald Schrems (1924–1963)
- Georg Ratzinger (1964–1994)
- Roland Büchner (1994-2019), el primer músico no religioso desde F. Cavallo
- Christian Heiß (2019 hasta hoy)

## Antiguos miembros de los Regensburger Domspatzen
- Oliver Bendt, actor, cantante y gimnasta.
- Rex Gildo, cantante de música pop.
- Thomas Gropper, cantante (barítono) y catedrático de canto.
- Willy Harlander, actor bávaro.
- Peter Lika, cantante (bajo).
- Hubert Nettinger, cantante (tenor).
- Josef Oberberger, pintor, artista y profesor de arte.
- Peter P. Pachl, director de escena, profesor de escenografía operística.
- Michael Schopper, cantante (bajo-barítono) y profesor de canto.
- Ferdinand Seiler, cantante (tenor), profesor universitario y de canto.
- Singer Pur, conjunto vocal.
- Franz Josef Wagner, periodista en BILD.
- Lothar Zagrosek, director de orquesta.
- Manfred Vorderwülbecke, periodista deportivo y escritor.

## Literatura
- Paul Winterer (1989): Die Regensburger Domspatzen. Ed. Mittelbayerische Druck- y Veragsgesellschaft. ISBN 3-921114-72-1
- Paul Winterer (1994): Der Domkapellmeister. Ed. Buchverlag der Mittelbayerischen Zeitung. ISBN 3-927529-34-6
- Anton Zuber (2007): Der Bruder des Papstes - Georg Ratzinger und die Regensburger Domspatzen. Ed.  Herder-Verlag; ISBN 3-451-29604-8